# زووتنگک
زووتنگک (به لهستانی:  Złotnik) یک منطقهٔ مسکونی در لهستان است که در گمینا ژاره واقع شده‌است. زووتنگک ۸۷۰ نفر جمعیت دارد.